# مسلم خزایی
مسلم خزایی پیرسرابی (زاده ۱۰ آذر ۱۳۶۵) شهرستان صحنه یک بازیکن فوتبال هفت‌نفره اهل ایران است.

## افتخارات
او در ترکیب تیم ملی ایران برای شرکت در بازی‌های پارالمپیک تابستانی ۲۰۱۶ به ریودوژانیرو برزیل اعزام شد.تیم ملی فوتبال هفت‌نفره ایران در این مسابقات، با پیروزی مقتدرانه بر برزیل در مرحله ماقبل فینال، به دیدار پایانی صعود کرد. در این مرحله با قبول شکست برابر اوکراین به نایب‌قهرمانی پارالمپیک و نشان نقره مسابقات دست یافت.